# Szuja (1983)
Szuja (Шуя), poprzednio R-71 i Dierzkij – radziecki, a następnie rosyjski kuter rakietowy, jedyny okręt projektu 12417. Wszedł do służby w Marynarce Wojennej ZSRR w 1985 roku. Przejściowo nosił oznaczenie R-55, następnie R-71. Przejęty przez Marynarkę Wojenną Rosji, otrzymał według części źródeł nazwę „Dierzkij”, a ostatecznie w 2014 roku: „Szuja”, od miasta o tej samej nazwie. Służył we Flocie Czarnomorskiej. W Rosji nosił numer burtowy 962.

## Historia
Na początku lat 70. w biurze konstrukcyjnym Ałmaz w ZSRR rozpoczęto prace nad kutrami rakietowymi nowego pokolenia projektu 1241, pod kryptonimem Mołnija. Pierwszą przejściową serią były kutry projektu 1241.1, które wchodziły do służby od 1979 roku, uzbrojone w starsze pociski P-15M, znane w kodzie NATO jako typ Tarantul. Pracowano natomiast nad docelowym wariantem projektu 12411, uzbrojonym w nowo opracowane pociski 3M80 Moskit. W tym samym czasie zbudowano jeden doświadczalny okręt projektu 12417, w którym główną różnicą była zamiana zestawu obrony bezpośredniej w postaci dwóch osobnych rotacyjnych działek AK-630 na prototypowy zestaw rakietowo-artyleryjski Kortik. Widocznym wyróżnikiem projektu 12417 spośród innych okrętów tej rodziny stał się moduł kierowania systemu Kortik w dużej półkulistej osłonie na szczycie masztu. W kodzie NATO otrzymał oznaczenie Tarantul-IV.
Jedyny kuter projektu 12417 został zbudowany w Stoczni Środkowonewskiej (ros. Sriednie-Niewskij Sudostroitielnyj Zawod) w Leningradzie, pod numerem budowy 201. Stępkę pod budowę położono 12 sierpnia 1981 roku, a wodowano go 14 września 1983 roku. W październiku 1983 roku nieuzbrojony okręt przeszedł drogami śródlądowymi z Leningradu do Kerczu w celu doposażenia. Okręt od grudnia 1983 roku wyposażano w stoczni Zaliw w Kerczu, po czym przyjęto go do służby 10 czerwca 1985 roku.

## Opis
Wyporność standardowa okrętu wynosiła 436 ton, a pełna 493 tony. Długość wynosiła 56,10 m, szerokość: 10,20 m, a zanurzenie maksymalne: 2,50 m. Załoga liczyła 40 osób, w tym pięciu oficerów.
Okręt miał napęd w systemie CODAG, z dwoma turbinami gazowymi M-70 mocy szczytowej o mocy łącznej 24 000 KM i dwoma marszowymi silnikami wysokoprężnymi M-510 o mocy łącznej 10 000 KM, napędzającymi dwie śruby o stałym skoku. Prędkość maksymalna wynosiła 41 węzłów, a ekonomiczna 14 w. Zasięg przy prędkości 14 w wynosił 1600 mil morskich.

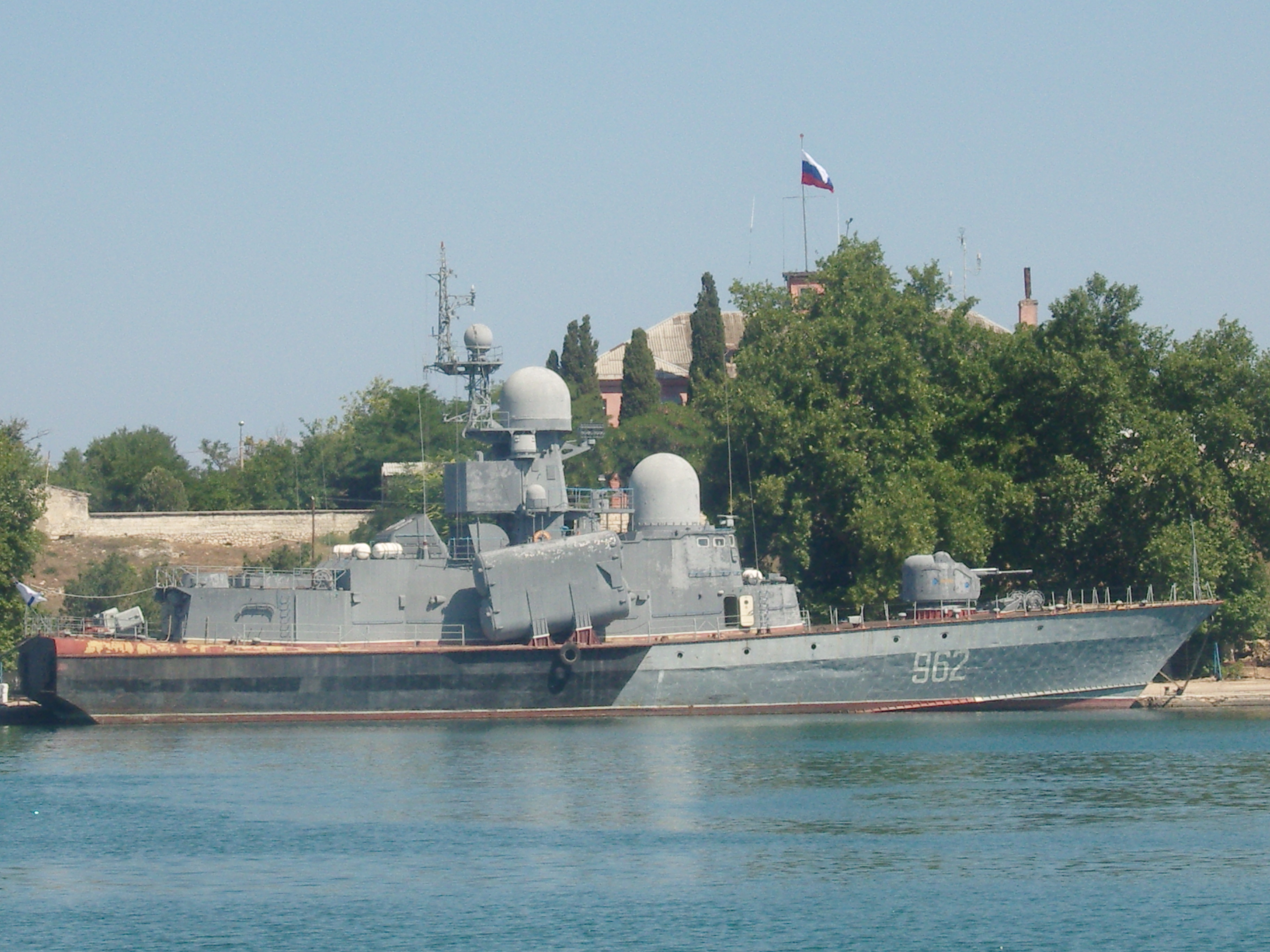
W Sewastopolu w 2011 roku

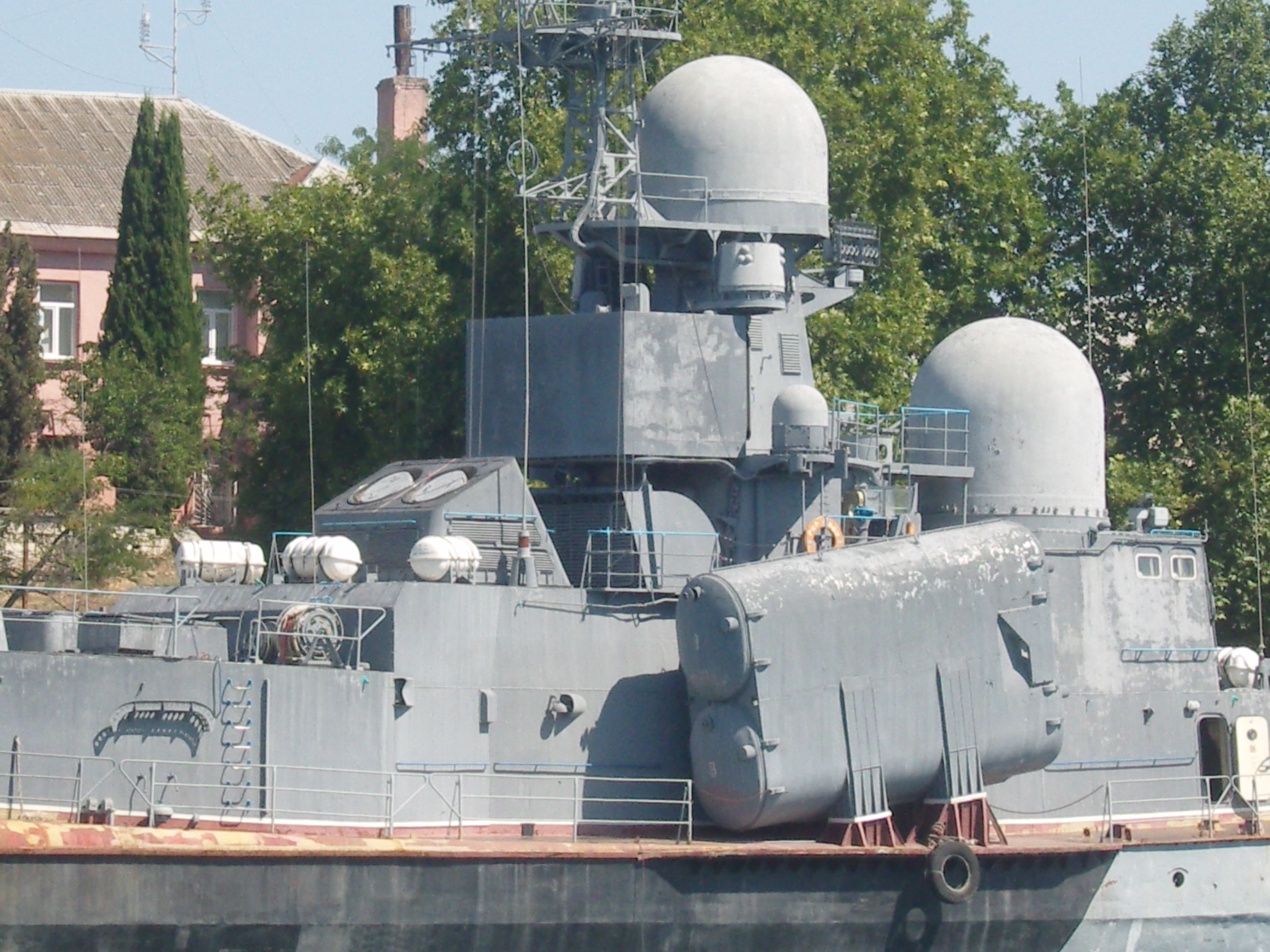
Zbliżenie śródokręcia i nadbudówki

### Uzbrojenie
Zasadnicze uzbrojenie stanowiły dwie podwójne wyrzutnie pocisków manewrujących woda-woda, z czterema pociskami P-15M. Uzupełniała je artyleria w postaci armaty uniwersalnej kalibru 76,2 mm AK-176.
Do samoobrony służył zestaw obrony bezpośredniej Kortik, obejmujący dwa sześciolufowe działka przeciwlotnicze kalibru 30 mm (jak systemu AK-630M) i osiem wyrzutni pocisków przeciwlotniczych bliskiego zasięgu 9M311 we wspólnym module, z zapasem 16 rakiet. Umożliwiał zwalczanie celów rakietami na odległościach od 1,5 do 8 km i do wysokości 4 km. Podczas remontu od 1989 do 1992 roku prototypowy zestaw został zamieniony na seryjny. Zestaw Kortik został jednak następnie zdemontowany w 2001 roku (według innych informacji, w 1999 lub 2005 roku). Pomimo planów, okręt nie otrzymał innego uzbrojenia w to miejsce. Dopiero w styczniu 2021 roku zamontowano doświadczalnie zestaw rakietowo-artyleryjski Pancyr-M z dwoma działkami 30 mm i ośmioma wyrzutniami pocisków przeciwlotniczych bliskiego zasięgu (zapas: 32 pociski), lecz po próbach został następnie zdemontowany w lutym 2022 roku.

### Wyposażenie
Okręt miał stację radiolokacyjną wykrywania celów i naprowadzania pocisków Monolit, w półkulistej i cylindrycznej w dolnej części osłonie dielektrycznej na dachu nadbudówki. Do kierowania ogniem artylerii, jak i przeciwlotniczym służyła stacja radiolokacyjna 32M-87 systemu Kortik w dużej półkulistej osłonie na szczycie masztu. Od poprzedników okręt odróżniał też radar nawigacyjny Kiwacz-2 zamiast Don. Ponadto okręt wyposażony był w typowy system walki radioelektronicznej Wympieł-R2 i dwie 16-prowadnicowe wyrzutnie celów pozornych PK-16. 
Podczas prób z zestawem Pancyr-M na przełomie 2021 i 2022 roku okręt otrzymał inny radar na szczycie masztu, z płaskimi ścianowymi antenami na piramidowej podstawie, zdemontowany w ciągu 2022 roku.

## Służba
Okręt wszedł do służby w Marynarce Wojennej ZSRR 10 czerwca 1985 roku. Według części źródeł, otrzymał pierwotnie oznaczenie alfanumeryczne: R-55 (ros. Р-55). 23 sierpnia 1985 roku podniesiono na nim banderę i został wcielony do 41 Brygady Kutrów Rakietowych Floty Czarnomorskiej ZSRR. W 1986 roku oznaczenie zmieniono na R-71. Wchodził w skład 349 Dywizjonu Kutrów Rakietowych 41 Brygady. W 1988 roku nosił numer burtowy 953. Od 1989 do 1992 roku okręt był w średnim remoncie.
Po rozpadzie ZSRR w grudniu 1991 roku i podziale Floty Czarnomorskiej w drugiej połowie lat 90. R-71 został przejęty przez Rosję. W Rosji otrzymał stały numer burtowy 962. Według niektórych autorów, w kwietniu 1993 roku otrzymał nazwę: „Dierzkij” (Дерзкий); nie potwierdzają tego jednak inne źródła. W swojej historii, kuter R-71 uzyskał tytuł najlepszego kutra rakietowego marynarki wojennej, a w 1997 roku zdobył nagrodę dowódcy Floty Czarnomorskiej za najlepsze wyniki w strzelaniu rakietowym do celów morskich. W 1997 roku wszedł w skład 41 Brygady Kutrów Rakietowych bazującej w Sewastopolu.
Między 2009 a 2013 roku okręt był odstawiony w Zatoce Karantinnoj w Sewastopolu, po czym w 2014 roku został wyremontowany w tamtejszej 13 Stoczni Remontowej. W sierpniu 2014 roku otrzymał nazwę „Szuja” (Шуя) od miasta. 26 lipca 2015 roku prowadził kolumnę okrętów podczas parady z okazji Dnia Marynarki Wojennej w Sewastopolu. Pozostał wówczas ostatnim okrętem Floty Czarnomorskiej z już przestarzałymi rakietami rodziny P-15.
3 października 2019 roku na okręcie przebywającym w stoczni nr 13 w Sewastopolu wybuchł pożar, ale został stłumiony. W styczniu 2021 roku zamontowano doświadczalnie zestaw rakietowo-artyleryjski Pancyr-M, lecz został zdemontowany po próbach w lutym 2022 roku.
W 2022 roku, po inwazji na Ukrainę, został zamalowany na okręcie numer burtowy. Według nieoficjalnych informacji, okręt został wycofany ze służby w 2023 roku.